# Ratiné

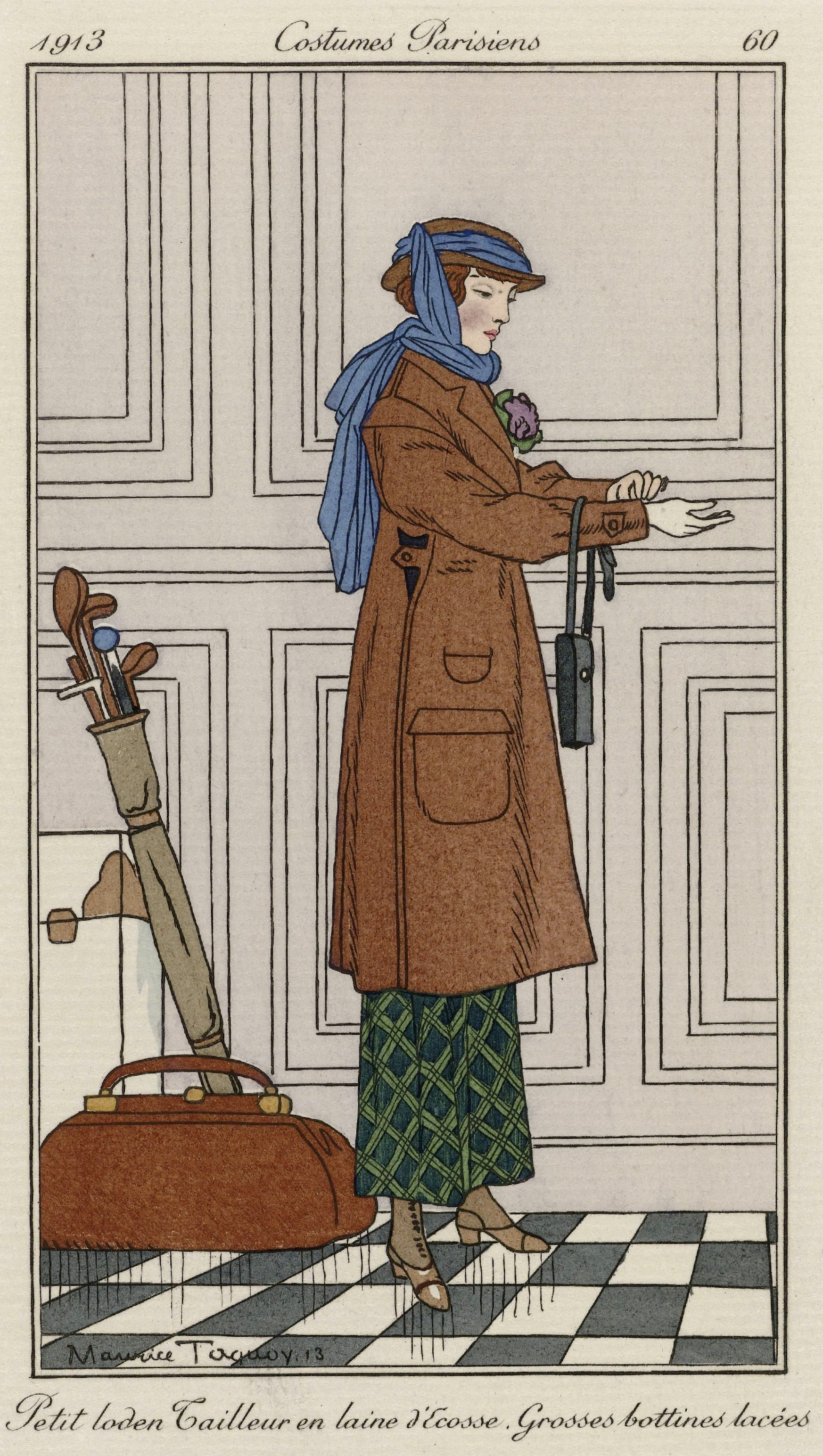
Ratiné v časopise francouzské módy z roku 1913

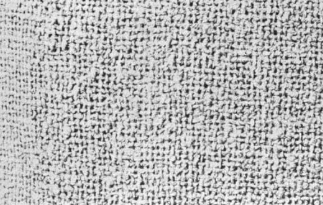
Ratiné z roku 1927 (osnova a útek 21 tex x 2, 225 g /m²)

Ratiné je obchodní označení pro těžkou flaušovou tkaninu s vlasem shrnutým do drobných chomáčků, které vypadají jako žmolky.
Vyrábí se v keprové nebo atlasové vazbě převážně jako dvojitá tkanina z mykané vlněné nebo akrylové příze. Tkanina je zpravidla barvená v kuse, chomáčky vznikají počesáváním hotového zboží na ratinovacím stroji s rotujícími gumovými kotouči.
Pro ratiné se používá také označení perlový flauš nebo vločková látka.
Použití: pláště a bundy
- Ratiné je také efektní příze, ve které je základní nit obeskána spirálou se smyčkami.[2] Příze (z různých materiálů) se používá např. na stejnojmenné tkaniny v plátnové vazbě s charakteristickým kudrnatým povrchem.[3]
- Ratinování je způsob úpravy vlněných a polovlněných tkanin, při které valchované a postřižené zboží prochází mezi dvěma deskami s drsným potahem. Spodní deska je pevně uložena a horní, třecí deska se pohybuje v rozmezí 4-7 mm různými směry.[4]

Podle tvaru vlasu na povrchu ratinované tkaniny se rozeznává:
perlé – s vločkami a uzlíčky
veliné – s pramínky, jako napodobenina bobří kožešiny
flokonné -- vlas ve tvaru nálevek
mutoné – vlnky, imitace kožešin.
Technologie byla vyvinuta v Brně kolem roku 1860.